# پلانترسویل (میسیسیپی)
پلانترسویل (به انگلیسی: Plantersville) شهرکی در ایالت میسیسیپی کشور ایالات متحده آمریکا است که جمعیت آن در سرشماری سال ۲۰۱۰ میلادی، ۱٬۱۵۵
نفر بوده‌است.